# Hadad (mytologi)

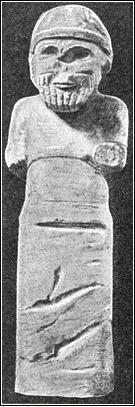
Hettisk Hadad.

Hadad (ugaritiska: 𐎅𐎄𐎆 Haddu) är en stormgud i syrisk-fenicisk mytologi. Han motsvaras språkligt och innehållsmässigt av den babylonske Adad. I Syrien, Fenicien, Kungariket Israel och Juda rike bar han ofta titeln Baal.